# Lóerő
A lóerő a teljesítmény elavult mértékegysége, jele LE. Elsősorban az autógyártásban használták belső égésű motorok teljesítményének mérésére. A nevét onnan kapta, hogy körülbelül megfelel annak a teljesítménynek, amit egy átlagos ló ki tud fejteni. Eredetileg James Watt vezette be az általa feltalált gőzgép teljesítményének mérésére, azóta több különböző definíciója is kialakult. 
Magyarországon az értéke 735,49875 wattnak megfelelő metrikus lóerő.
Egy átlagos ember körülbelül 1,2 lóerőt tud kifejteni rövid ideig, és 0,1 lóerőt folyamatosan. Egy edzett atléta 0,3 lóerős teljesítményt tud fenntartani néhány órán keresztül. Egy ló csúcsteljesítménye 15 lóerő körül van, az átlagos teljesítménye valamivel 1 lóerő alatt marad, de vannak, akik ezt az értéket 4-re is becsülik.
Az SI-mértékegységrendszer magyarországi bevezetése (1980) óta a lóerő kikerült a hivatalos mértékegységek sorából, használata kerülendő, helyette minden esetben a watt (W) alkalmazandó.

## Definíciói

A metrikus lóerő értelmezése

- 1 metrikus lóerő = 75 kgf·m/s = 735,5 W (Ezzel a teljesítménnyel egy 75 kg tömegű testet 1 másodperc alatt 1 méter magasságra lehet felemelni. 75 kg súlya a földi nehézségi gyorsulás 9,81 m/s² szabványértékével számítva 735,5 newton)
- 1 elektromos lóerő = 746 W
- 1 kazánlóerő = 33,475 Btu/h = 9809,5 W

Az első és angolszász nyelvterületen legelterjedtebb lóerő-mértékegységet, a gépi lóerőt (horsepower, hp) James Watt vezette be 1782-ben az általa kifejlesztett, szénbányászatban használható gőzgép árának meghatározásához. Az első vevői korábban Newcomen-gőzgépeket használtak, és Watt az új gőzgép révén megtakarított pénz harmadát kapta; ez a módszer azonban nem működött azoknál a vevőknél, akik bányalovakat alkalmaztak. A lovak és a gőzgép teljesítményének összehasonlításához Watt egy bányában használt póni által egy perc alatt felhúzott szén mennyiségét mérte meg; egy ló erejét a póni másfélszeresére becsülte, így a mért érték másfélszeresét tette meg lóerőnek.
Európa más részein, Dél-Amerikában és Japánban a metrikus lóerő terjedt el. A magyar lóerő (LE), a német Pferdestärke (PS), a holland paardenkracht (pk), a svéd hästkraft (hk), a finn hevosvoima (hv), a norvég és dán hestekraft (hk), az olasz Cavalli – cavallo vapore (CV), a spanyol Caballos – caballo de vapor (CV), a portugál Cavalos – cavalo-vapor (cv) és a francia chevaux (ch).
A kazánlóerő és az elektromos lóerő a megfelelő iparágakban használatos.
A jogban ismert az adólóerő fogalma is, ami kezdetben a teljesítménynek a motor méretéből becsült értéke volt; a technika fejlődésével a becslések egyre jobban eltávolodtak a valóságtól, de az adók kiszámítására továbbra is alkalmazták őket. Az Angliában használt RAC-lóerő például a hengerek összkeresztmetszetével volt arányos. (Ez azt eredményezte, hogy pénzügyi okokból sokáig hosszú és keskeny hengereket gyártottak a technikailag akkor felsőbbrendűnek tartott alternatívák helyett.) Magyarországon a hengerek együttes űrtartalmából számították (így valójában térfogatmértékegység); egy adólóerő 261,8 cm³-nek felelt meg. Franciaországban az adólóerőt a teljesítményből és a szén-dioxid-kibocsátásból számították egy nemlineáris képlettel.

## Mérési módjai
Egy motor teljesítménye számos különböző ponton mérhető, és a különböző eljárások más-más eredményt adnak; így a lóerőnek számos fajtája létezik:
- a névleges lóerő (nominal horsepower, nhp) a gőzgépek dugattyúinak térfogatából számított becsült érték
- a valóságos vagy jelzett lóerő (indicated horsepower, ihp) a motor számított teljesítménye 100%-os hatásfok mellett. Elsősorban a 19. századi gőzgépeknél használták, az elnevezés némileg félrevezető, mert a valódi teljesítmény ennek 70-90%-a.
- a Society of Automotive Engineers (SAE)-lóerőt Amerikában használták az 1970-es évekig. A különálló, minden tartozéktól mentes motor teljesítményét mérték egy tesztpadon, így a valódi, gépjárműbe szerelve leadott teljesítménynél lényegesen többet mutat.
- a féklóerő (brake horsepower, bhp) a motor teljesítménye a váltómű, generátor, differenciálmű és egyéb veszteségforrások nélkül.
- a SAE nettó lóerőt a lendkeréknél mérik, így valamivel pontosabb, de még mindig magasabb, mint a keréknél mérhető teljesítmény. Az 1970-es évek elején váltotta fel a SAE lóerőt, részben annak pontatlansága miatt, részben pedig a környezetvédelmi és biztosítási lobbi kijátszására.
- a SAE által jóváhagyott (SAE-certified) lóerőt 2005-ben vezették be azzal a céllal, hogy a korábbi eljárás többértelműségeinek kiküszöbölésével és független megfigyelők bevonásával a korábbinál összemérhetőbb adatokat eredményezzen.
- a Deutsches Institut für Normung (DIN) lóerő Európában használatos, mérése a SAE nettó lóerőhöz hasonlóan történik, de azzal ellentétben metrikus lóerőben szokták megadni.
- az ECE-lóerőt az ECE-R24 szabvány szerint mérik, a DIN-től csak a hűtőberendezéssel kapcsolatos részletekben tér el. Rendszerint valamivel magasabb értéket ad.
- a 9768-EC és az ISO 14396 két, nagyon hasonló EU-szabvány a motorteljesítmény mérésére.
- az effektív lóerő vagy keréklóerő azt a teljesítményt jelöli, ami valóban előre irányuló mozgássá alakul; az autó működése közben, a futóműre szerelt erőmérővel mérik. A féklóerőnél általában 10-20%-kal kisebb.